# كينغ (شركة)
شركة كينع (بالإنجليزية: king)‏ هي شركة تقوم بإنتاج ألعاب فيديو على فيس بوك وعلى الهواتف الذكية حيث قامت بإطلاق أول لعبة لها عام 2012 وهي كاندي كراش ساجا وتعتبر هذه اللعبة من أشهر الألعاب في العالم ولها الكثير من الألعاب الشهيرة مثل فارم هيروس ساجا وكاندي كراش صودا ساجا وغيرها كثير. وتعتبر ألعابها كلها ألعاب مطابقة شهيرة وكانت أرباحها من لعبة كاندي كراش ساجا تجاوزت 1,200,000,000$ عام 2015.

## ألعاب الشركة
- كاندي كراش ساجا أبريل 2012
- فارم هيروس ساجا
- كاندي كراش صودا ساجا 2014
- دايموند ديجار ساجا
- بابيل ويتش 2 ساجا
- كراش بانديكوت موبايل 2020[7]